# 花嫁人形は眠らない
『花嫁人形は眠らない』（はなよめにんぎょうはねむらない）は、1986年4月12日から同年5月31日にかけて、TBS系列で土曜日21:00 - 21:54に放送されたテレビドラマ。それぞれが秘密を持つ父と娘2人の家庭の日常を素朴に描いたホームドラマ。全8回。

## あらすじ
東京・本郷にある宮本家。出版社に勤める主人公・明日子（田中裕子）に祖父・善吉（笠智衆）が縁談話を持ってくる。しかし、明日子には家族にまだ明かしていない恋人がいるため乗り気ではなかった。妻を亡くしていた父・公平（池部良）の定年退職も近づきつつあったある日、公平が娘2人に対しては明かしていなかった恋人・彦（加藤治子）の存在が明らかになる。長女・明日子は父が彦と早く再婚した方が良いと考えるようになるが、妹・今日子（小泉今日子）は亡き母への想いからすぐには姉のような気持ちにはなれなかった。そんな中、祖父・善吉の誕生会を宮本家で開くことを利用して彦の存在を周囲に早く認知させようと考えた明日子は、今日子には黙って彦に誕生会当日宮本家を訪れるよう勧め準備をする。
その一方、明日子の恋人である小中市太郎（柄本明）は、明日子と一刻も早く結婚したいと願っており勝手に式の日取りや媒酌人の選定までしているが、これまで宮本家の家事・家計の管理一切を守ってきた明日子は父の再婚話と、妹の身に深夜発症する重度の寝ぼけ癖が解決しないうちは、2人を残して宮本家を去ることはできないと小中に明確な返事をしないでいた。業を煮やした小中は、突然宮本家を訪れて公平に直接結婚の許しを請うが、その日はちょうど善吉の誕生会が開催されている最中であった。姉が誕生会に彦を呼んだことに対し、今日子は不快感を隠さず、彦に対し帰れと言い放ってしまう。

## キャスト
- 宮本明日子：田中裕子 - 九段下にある太陽美術出版勤務のOL。独身27歳。父・妹と3人で暮らす。十年前の母の死去後は宮本家のおふくろ的存在に。
- 宮本今日子：小泉今日子 - 明日子の妹。信濃町の医大付属看護学院に通う看護婦のたまご、20歳。寝ぼけ癖がある。
- 宮本公平：池部良 - 明日子・今日子の父。管理職の丸の内サラリーマン、68歳。宮本家の婿養子で妻・かなめは十年前に病死。3か月後に定年退職予定。
- 宮本善吉：笠智衆 - 明日子・今日子の祖父。76歳。娘婿の公平が自由に再婚できるよう気遣い、宮本家を離れマンションで1人で生活している。
- 宮本かなめ：伊藤幸子 - 今日子の母。今日子の記憶の中の存在。
- 吉岡彦：加藤治子 - 田端にある公平行きつけのおでん店「紅屋」の女将。独身63歳。公平と9年前から交際するようになっていた。
- 小中市太郎：柄本明 - 太陽美術出版・出版部に勤務。明日子と交際している。
- 脇川雅子：新井薫子 - 看護学生。今日子の友人。
- 高田信江：紺野ゆかり - 看護学生。今日子の友人。
- 山本：小林裕香里 - 看護学生。今日子の友人。
- 笙子：原知佐子 - 明日子と小中が行きつけの喫茶店「門」のママ。明日子と小中の恋の行方をいつも見守っている。
- 喫茶店員：渡辺理砂 - 喫茶店「門」の看板娘。
- 中村：牧田正嗣 - 外科に入院加療中の患者。常に廊下ですれ違うナースのお尻タッチを狙っているスケベ患者。
- 米持倉夫：小林薫 - エリート銀行マン。祖父が善吉の知人であり、その縁で明日子と見合いをしたが断られ落胆している男。
- 佐伯住職：荒井注 - 宮本家の墓がある寺の住職。宮本家とは30年来の付き合いがある。少々おせっかいである。
- 理容店店主：沼田爆
- 八百屋女将：橘雪子
- 花屋店主：山崎満
- 出版社OL：石山浩子 - 太陽美術出版に勤務。明日子の隣のデスクを使う同僚。
- 出版社部長：北見敏之 - 太陽美術出版の部長。明日子と小中市太郎の上司。
- 影山教官：川俣しのぶ - 聖ドミニカ医大付属看護学院の教官。今日子ら看護学生の指導にあたる。
- 田中美穂
- 増田桂子

- 綜芸企画

## サブタイトル
| 回 | 放送日         | サブタイトル       | 脚本     | 演出     | ゲスト                                         |
| -- | -------------- | ------------------ | -------- | -------- | ---------------------------------------------- |
| 1  | 1986年 4月12日 | てるてる坊主       | 金子成人 | 久世光彦 | 松浦佐知子 西尾徳 尾田量生                     |
| 2  | 4月19日        | 叱られて           | 金子成人 | 久世光彦 |                                                |
| 3  | 4月26日        | 月の砂漠           | 松原敏春 | 久世光彦 | 田根楽子                                       |
| 4  | 5月3日         | 赤い靴             | 松原敏春 | 澤本均   |                                                |
| 5  | 5月10日        | 金糸雀（かなりや） | 橋本以蔵 | 久世光彦 | 田中春男 加賀谷純一 山口純平 黒沢大輔 渋沢直也 |
| 6  | 5月17日        | ゆりかごの歌       | 松原敏春 | 久世光彦 | 横山道代 北見治一 平田京子                     |
| 7  | 5月24日        | シャボン玉         | 金子成人 | 猪原達三 | 小林薫                                         |
| 8  | 5月31日        | 花嫁人形           | 松原敏春 | 久世光彦 | 沼田爆 荒井注 木村翠 麻丘菜穂                  |

## スタッフ
- 制作：三浦寛二、太田登
- 演出補：小泉守、国本雅広
- 音楽：山本直純
- タイトル画：蕗谷虹児、加藤まさを、須藤しげる、松本かつぢ、高畠華宵
- 折り紙指導：高濱利恵
- 協力：平凡社、弥生美術館、東通、緑山スタジオ・シティ

## 主題歌
- 長山洋子「雲にのりたい」　作詞：大石良蔵 / 補作詞：なかにし礼 / 作曲：鈴木邦彦 / 編曲：大谷和夫
- 挿入歌：吉野千代乃「悲しみのタペストリー」　作詞・作曲：太田早苗 / 編曲：Synch Box